# Emma (televisieserie)
Emma was een Vlaamse televisieserie van productiehuis Sylvester Productions. Ze werd vanaf 1 januari 2007 uitgezonden op de zender Eén. Het was de eerste Vlaamse telenovelle. 

## Personages
- Lieve Vercauteren – Emma Jacobs, receptioniste
- Wim Danckaert – Marc Jacobs, ex-zakelijk leider
- Andrea Croonenberghs – Myriam 'Myra' Renard, presentatrice
- Dahlia Pessemiers – Birsen Ölmez, schminkster
- Häni Chabraoui – Veli Karaca
- R. Kan Albay – Osman Karaca
- Ides Meire – Nils Oscar Petterson, studiomeester
- Karel Deruwe – Jean-Pierre Cloedt, zakelijk leider
- Rikkert Van Dijck – Philippe Dejaeghere, creatief directeur
- Jan Van Hecke – Ignace Claessen, boekhouder
- Jits Van Belle – Barbara 'Babs' Vandecotte, eindredactrice
- Trine Thielen – Veronique 'Vero' De Graaf, redactrice
- Lokke Dieltiens – Sofie 'Fie' Mortelmans, redactrice
- An Jordens – Samantha 'Sam' Baetens, motorkoerier
- Ben Van Ostade – Dirk Vanluyck, cameraman
- Patricia Goemaere – Caroline Van Opstal, ex-presentatrice
- Leen Dendievel – Stella Kimpen, ex-receptioniste
- Bert Vannieuwenhuyse - Steve Van Hoof

## Gastacteurs
- Jakob Beks – Ronald Verdickt, riooljournalist
- Mieke Bouve – Notaris
- Jo Decaluwe – Bankdirecteur
- Kristof Verhassel – Bob Loonen
- Mark Vandenbos – Hoofdinspecteur Jan Van Geel
- Frank Van Erum – Inspecteur Kenneth 'Ken' Vandendriessche
- Grietje Vanderheijden – Katarina Raskova, Russische balletdanseres
- Arlette Sterckx – Gisèle Dumortier, mevrouw Cloedt
- Manuela Van Werde - Margaux 'De Zender' De Roeck
- Rudy Morren - Leo De Cock, manager van concurrent productiehuis Feniks
- Hans Royaards - Roger Stevens, havenkapitein
- Kris De Volder - Laurent Devriendt
- Maya Moreel - Micheline Segers (in het echt leven de vriendin van Karel Deruwe)
- Suzanne Juchtmans - Lea Massart, Moeke van Ignace
- Georgina Teunissen - Nurten, vriendin van Birsen
- Anke Frédérick - Joyce
- An Vanderstighelen - Linda, ex-vrouw van Dirk

## Plot
Emma vertelt het verhaal van 2 vrouwen, Emma en Birsen, met een totaal verschillende achtergrond die vastbesloten zijn het te maken in de televisiewereld. Onderweg lopen ze vaak met hun hoofd tegen de muur.
Het verhaal begint wanneer Marc Jacobs dronken in zijn auto stapt en in het kanaal rijdt. Emma, zijn dochter van 20 die journalistiek studeert, is erg geschokt met zijn dood. Kort na de begrafenis krijgt Emma een zoveelste aanvaring met Myra, de partner van Marc, waardoor ze 2 maanden krijgt om een ander onderkomen te zoeken. Ze besluit haar studies met een baan te combineren en gaat solliciteren bij Antenne, het televisiebedrijf waar haar vader een belangrijke functie had. Ze wordt aangenomen, niet op de redactie zoals ze gehoopt had, maar aan de receptie, ten koste van Stella.
Op die redactie werken 3 mensen: Babs, de hoofdredactrice, Fie en Vero. Ze maken eigenlijk meer plezier dan dat ze werken.
Myra is de weduwe van Marc en presentatrice op de concurrerende zender. Ze is een heel dominant figuur die altijd haar zin krijgt. Na de dood van Marc blijkt hoe weinig ze om Emma, haar stiefdochter, geeft. Ze blijkt op de dag van het ongeluk een contract afgesloten te hebben met Antenne, zonder dat Marc dit wist. Myra lijkt op een of andere manier Marc en vooral Jean-Pierre te chanteren.
Philippe, de directeur, brengt Jean-Pierre het nieuws dat de raad van bestuur hem heeft aangesteld om de vroegere functie van Marc, financieel verantwoordelijke, over te nemen. De ambitieuze Jean-Pierre is opgetogen, hij kijkt hier al jaren naar uit.
Nils, de productieassistent, staat op goede voet met iedereen. Zijn grootste passie is zeilen, nog meer dan TV maken. Vooral Fie en Vero adoreren hem, omwille van zijn knap uiterlijk.
Dirk is de cameraman en goede vriend van Nils. Hij is gescheiden en vader van 2 kinderen. Hij heeft veel oog voor vrouwelijk schoon, wat hem regelmatig in de problemen brengt.
Birsen is de schminkster en heeft vroeger een tot nu toe onbekende aanvaring met Marc gehad. Ze is getrouwd met Veli en heeft een zoontje van 5 maanden, Emir. Als Veli werkloos is, wordt zij de enige kostverdiener, iets dat niet strookt met de idealen van Osman, huisbaas en nonkel van Veli.
Osman is een conservatieve en autoritaire turk. Hij is getrouwd (zijn vrouw heet Fatma) en leeft van zijn huurders. Het blijkt dat hij iets tegen Marc Jacobs heeft, misschien door de aanvaring van Birsen en Marc, en geeft het er dan ook moeilijk mee dat Birsen en Veli nu goed opschieten met de dochter van Marc Jacobs, Emma Jacobs, die nu een van zijn huurders is. Als huisbaas zit hij wel op zijn geld en dat maakt hem niet een van de gezelligste personages in de serie.
Ignace, de boekhouder, is in het begin zowat de enige die Emma niet uitscheldt of negeert. Men neemt het haar kwalijk dat Stella ontslagen werd. Dit blijkt onterecht te zijn en vanaf dan wordt ze door de rest van het personeel beter aanvaard. Hij helpt haar met de verdachte omstandigheden van de dood van haar vader uit te pluizen.
Alles draait om het laatavondprogramma "Tien Uur Tien" waarvan Caroline de presentatrice is. Caroline is aangenomen door Marc, was zijn minnares en bijna iedereen is haar liever kwijt dan rijk. Dat gebeurt ook, want Jean-Pierre ontslaat haar en laat Myra het programma presenteren. Caroline pikt dit niet en wil haar exclusiviteitscontract volledig uitbetaald zien, anders stapt ze naar de pers. Dit is een zware dobber voor Antenne en er moet dringend bespaard worden, ook omdat Myra nu niet meteen de goedkoopste oplossing was.
Nils kan Birsen overtuigen om foto's te maken van het personeel én de bazen en om er een soort tentoonstelling van te maken. Iedereen is enthousiast, behalve Jean-Pierre (omdat hij niet met kostuum en das op de foto staat), Myra (omdat ze niet helemaal opgetut op de foto staat). Emma vindt het eigenlijk wel een goed idee, maar ze voelt zich een kuisvrouw omdat ze met een emmer en een dweil op de foto staat. Birsen wordt na de tentoonstelling door Philippe op het matje geroepen. Na de tentoonstelling maakt Birsen een nieuwe foto van Emma.
Om de kijkcijfers van "Tien Uur Tien" op te krikken, gaat Myra zich met de redactie bemoeien. Zij wil een exclusief interview met de topwielrenner Bob Loonen. Uiteindelijk krijgt Dirk het voor elkaar dat Antenne een exclusief interview mag maken in Sanremo, waar Bob Loonen op stage is. Jean-Pierre weigert omdat de kosten veel te hoog zijn. Als Myra Jean-Pierre gaat uitschelden is het opeens wel in orde. Jean-Pierre besluit de dertiende maand af te schaffen om de kosten te drukken. Dit leidt tot een staking van al het personeel, onder leiding van Nils. Uiteindelijk komt Bob Loonen gewoon naar de studio.
Met de tijd wordt duidelijk dat de dood van Marc wel érg toevallig is, dat Jean-Pierre al lang aasde op zijn functie en dat hij in ruzie met Myra was omdat zij voor Antenne wilde werken, maar hij dat niet zag zitten. Het wordt nog ingewikkelder als blijkt dat Marc een paar maanden voor zijn dood een grote levensverzekering afsloot en de begunstigde daarvan Myra Renard is...
Emma stapt met de weinige bewijzen die ze heeft naar de politie. Die opent een onderzoek naar de dood van Marc. Marc was zakelijk leider bij Antenne. Hij had Caroline een exclusiviteitscontract aangeboden om de dagelijkse laatavondprogramma Tien Uur Tien te presenteren. Myra, zijn partner, wou dat programma presenteren, maar Marc zag dat niet zitten. Anders kwam Myra erachter dat hij een relatie had met Caroline.
Op de fameuze avond wanneer hij in het kanaal rijdt, was er een vergadering met Philippe, Jean-Pierre en Ingace, waarop Myra haar contract tekent voor de overstap naar Antenne.
Marc was later uitgenodigd op de vergadering omdat hij er zich niet zou kunnen tegen verzetten.
Het onderzoek brengt aan het licht dat Marc vele minnaressen had, wat Myra natuurlijk ongelooflijk kwetst. Tot overmaat van ramp moet ze voor een nacht de cel in, nadat Emma haar verdenkingen aan de politie bekendmaakt.
J-P bekent dat hij regelmatig een afspraak heeft met Jacqueline, een prostituee. Hierdoor loopt zijn huwelijk met Gisèle op de klippen.
Een schuldige komt niet aan het licht.
Het leven kabbelt rustig voort, totdat de Zender met een voorstel komt: Antenne mag een nieuw programmavoorstel indienen. Iedereen werkt zijn ideeën uit. Emma komt met een subliem idee, maar als J-P haar programmavoorstel in handen krijgt, geeft hij het aan Myra. Myra brengt er wijzigingen in aan en doet alsof het haar idee is. Dit programmavoorstel wint uiteindelijk.
De Zender wil ook de tegenvallende kijkcijfers opkrikken en brengt Steve van Hoof, een jonge improvisator in de show, dik tegen de zin van Myra. Steve kan het wel goed vinden met Emma en de twee krijgen een relatie. Kort daarvoor was Nils na een aanvaring met Myra opgestapt en de voorbereidingen voor zijn wereldreis aan het treffen.
Tussen Birsen en Veli gaat het minder goed. Veli betrapt haar enkele keren met Philippe: ze was hem aan het masseren. Osman gooit nog wat olie op het vuur, met alle gevolgen van dien. Birsen vlucht naar Myra thuis. Als Veli tot inkeer komt, bekent hij aan Birsen, Emma en Myra dat hij en Osman Marc 'iets wilden aandoen', omdat hij geprobeerd had Birsen te verkrachten. Dit was de avond van het ongeluk. Marc kwam echter niet opdagen.
Veli beseft dat hij te ver is gegaan en neemt afstand: hij gaat voor een maand naar zijn ouders in Turkije. Als hij terugkomt, met een nieuwe look en een nieuwe job, is alles weer koek en ei.
Dirk heeft een verhouding met zowel Fie als Vero, en dit op hetzelfde moment. Uiteindelijk kiest hij voor Fie. Lang gaat het niet goed: Fie is te streng voor de kinderen, hij houdt er zich niet mee bezig. Uiteindelijk wordt Dirk freelancer, maar ook dit helpt niet en hij zoekt langzaam maar zeker terug toenadering met Linda, zijn ex-vrouw.
Steve krijgt (dankzij Myra) een aanbod van Feniks en vertrekt. Hij wil dat Emma hem volgt en daar redactrice wordt. Myra beseft dat dit Antennes doodsteek kan worden en helpt Ignace met het bekendmaken van de affaire tussen Steve en Margaux, een van de bazen van de Zender. Hierdoor komt Emma op de redactie terecht en wordt Vero receptioniste.
Door het vertrek van Steve voert de Zender eerst Myra, en daarna Tien Uur Tien af. Antenne ziet in een financiële put en een faillissement dreigt. Maar Emma en Birsen zijn een nieuw programmavoorstel aan het uitwerken, ze leggen het voor aan Philippe. Philippe krijgt uitstel van de handelsrechtbank en Myra pompt het geld van de levensverzekering in het project. Antenne krijgt één kans van de Zender: het is erop of eronder. Myra en Philippe hebben ondertussen een relatie opgebouwd.
J-P krijgt een relatie met Micheline, een sympathisant van een transseksuele praatgast in Tien Uur Tien. Iedereen weet dat zij ook transseksueel is, behalve J-P. Wanneer hij erachter komt (door Ignace), voelt hij zich bedrogen en wil hij haar nooit meer zien. Nochtans had zij hem geholpen met de boekhouding uit te pluizen: hierdoor kwam er fraude aan het licht. Na het ongeval van Marc stopt de fraude opeens. J-P confronteert Ignace hiermee: Ignace bekent dat hij het wist, maar hij zei dat hij gechanteerd werd.
Het einde van Emma zal ultraspannend zijn. Ignace heeft Emma ontvoerd omdat ze hem afwees. Een nieuw moordspel wordt gespeeld en de hoofdrol is weggelegd voor ‘presentatrice’ Emma. Nils Oscar en Birsen beginnen te beseffen waartoe Ignace in staat is en brengen Myra en Philippe op de hoogte. Emma maakt bange momenten door maar krijgt ook eindelijk meer duidelijkheid over de bewuste avond. Als Emma te horen krijgt hoe en waarom haar vader vermoord is, realiseert ze zich wat haar misschien te wachten staat. Ignace eist van Antenne dat het spel gespeeld wordt volgens zijn voorwaarden, Nils Oscar neemt een groot risico om Emma nog te bevrijden, maar die mislukt. De hele ploeg van Antenne (Babs, Sam, Vero, Fie, Dirk, Jean-Pierre,...) wacht gespannen af. Bazen van dienst Philippe en Myra kijken toe tot het conflict tot zijn hoogtepunt komt. Nu het einde van Moordspel nadert, beseft Philippe dat hij professionele hulp moet inroepen. Nils kan Emma toch nog bevrijden voor het oog van kijkend Vlaanderen. Myra en Emma beseffen dat ze elkaar nodig hebben en dat ze elkaar doodgraag zien.
Heel de ploeg van Antenne krijgt een goede toekomst:
- Ignace belandt in een instelling.
- Babs krijgt een man en drie kinderen
- Fie krijgt een man en opent een hondenpension
- Vero wordt presentatrice van een show
- Sam krijgt een vriendin
- JP en Micheline trouwen met elkaar
- Myra en Philippe blijven bij elkaar
- Veli en Birsen krijgen een dochter
- en Emma en Nils Oscar kijken elke avond naar de sterren...

## Internet
De makers van de serie hebben ervoor gekozen om naast de tv-uitzendingen ook een uitgebreid internetexperiment op poten te zetten. Enerzijds kunnen kijkers afleveringen downloaden van de één-website in PSP-formaat; maar men had ook een fictieve bedrijfswebsite opgezet van de NV Antenne; bezoekers konden hier meer backstory van en over de serie, en in een 'intranet'-afdeling emailverkeer tussen de hoofdpersonages lezen, een aantal interactieve spelletjes spelen (waaraan prijzen verbonden waren), en dergelijke meer.
De site linkte ook door naar verschillende sites zoals myspace, flickr, blogger, en andere, waar pagina's opstaan die door de hoofdpersonages uit de serie opgezet zou zijn.
Er werd ook een forum opgestart waar de fans en spelers van het "Emma-moordspel" terechtkonden voor tips en overleg.

## Onthaal
De serie oogst consequent negatieve kritiek. In Humo wordt er vaak gelachen met de pruik van Andrea Croonenberghs. Het programma haalde desondanks goede kijkcijfers.

## Onderschrift
Het onderschrift van Emma is "Niets is wat het lijkt". Dit duidt allereerst op de dood van Marc, maar ook op de schone schijn in de televisiewereld.